# José Antonio Castro
José Antonio „Gringo” Castro González (ur. 11 sierpnia 1980 w mieście Meksyk) – meksykański piłkarz pochodzenia hiszpańskiego występujący na pozycji prawego obrońcy, reprezentant Meksyku, trener piłkarski, od 2025 roku prowadzi urugwajski Atenas.

## Kariera klubowa
Castro urodził się w stolicy kraju, mieście Meksyk. Piłkarską karierę rozpoczął w drugoligowym klubie Halcones de Querétaro. Później przeszedł do stołecznej drużyny Club América, gdzie najpierw grywał w zespołach juniorskich, a w 2000 roku awansował do składu pierwszej drużyny. W lidze meksykańskiej zadebiutował 25 lutego 2001 w zremisowanym 1:1 meczu z Club León. W tym samym roku zdobył ze swoim klubem Puchar Gigantów CONCACAF (zwycięstwo 2:0 w finale z D.C. United). Pewne miejsce w składzie stołecznej drużyny miał w sezonie 2002/2003, gdy dobrymi występami na prawej obronie przyczynił się do wywalczenia przez Amérikę mistrzostwa fazy Verano. Kolejny sukces Castro osiągnął w 2005 roku, gdy sięgnął po swoje drugie mistrzostwo, tym razem fazy Clausura. Natomiast w 2006 roku przyczynił się do zdobycia piątego w historii Amériki Pucharu Mistrzów CONCACAF i tym samym wyrównania rekordu lokalnego rywala, Cruz Azul.
Na cały rok 2009 Castro został wypożyczony do zespołu Tigres UANL. Później drużyna ta zdecydowała się go wykupić. Tam początkowo występował w wyjściowej jedenastce, jednak później stracił miejsce w wyjściowym składzie i wiosną 2011 został wypożyczony na dwanaście miesięcy do Club Necaxa. Pierwsze półrocze spędził z ekipą w pierwszej lidze, jednak po spadku na zaplecze najwyższej klasy rozgrywkowej podczas jesiennej fazy Apertura występował już w rozgrywkach drugoligowych. Wiosną 2012 przeszedł do drużyny Tecos UAG z siedzibą w mieście Guadalajara.
| Sezon     | Klub         | Kraj   | Rozgrywki        | Mecze | Bramki |
| --------- | ------------ | ------ | ---------------- | ----- | ------ |
| 1998/1999 | Querétaro FC | Meksyk | Liga de Ascenso  | ?     | ?      |
| 1999/2000 | Querétaro FC | Meksyk | Liga de Ascenso  | ?     | ?      |
| 2000/2001 | Club América | Meksyk | Primera División | 2     | 0      |
| 2001/2002 | Club América | Meksyk | Primera División | 19    | 0      |
| 2002/2003 | Club América | Meksyk | Primera División | 37    | 2      |
| 2003/2004 | Club América | Meksyk | Primera División | 39    | 0      |
| 2004/2005 | Club América | Meksyk | Primera División | 31    | 0      |
| 2005/2006 | Club América | Meksyk | Primera División | 30    | 0      |
| 2006/2007 | Club América | Meksyk | Primera División | 42    | 1      |
| 2007/2008 | Club América | Meksyk | Primera División | 33    | 0      |
| 2008/2009 | Club América | Meksyk | Primera División | 11    | 0      |
| 2008/2009 | Tigres UANL  | Meksyk | Primera División | 17    | 1      |
| 2009/2010 | Tigres UANL  | Meksyk | Primera División | 28    | 1      |
| 2010/2011 | Tigres UANL  | Meksyk | Primera División | 2     | 0      |
| 2010/2011 | Club Necaxa  | Meksyk | Primera División | 14    | 0      |
| 2011/2012 | Club Necaxa  | Meksyk | Liga de Ascenso  | 9     | 0      |
| 2011/2012 | Tecos UAG    | Meksyk | Primera División |       |        |

## Kariera reprezentacyjna
W reprezentacji Meksyku Castro zadebiutował 4 lutego 2003 roku w przegranym 0:1 meczu z Argentyną. Został powołany przez selekcjonera Ricardo Lavolpe na Mistrzostwa Świata 2006 w Niemczech. Tam wystąpił w przegranym 1:2 grupowym meczu z Portugalią, a także w 1/8 finału z Argentyną, który Meksyk przegrał 1:2 po dogrywce i w którym Castro ujrzał żółtą kartkę.
W 2007 roku Castro był podstawowym zawodnikiem narodowej drużyny, która najpierw walczyła w Złotym Pucharze CONCACAF i ostatecznie przegrywając w finale 1:2 z USA została wicemistrzem, a następnie w Copa América 2007, w którym Meksyk zajął trzecie miejsce, dzięki wygraniu 3:1 z Urugwajem.
Dwa lata później Castro w roli podstawowego piłkarza ponownie wystąpił na Złotym Pucharze CONCACAF, gdzie wywalczył z Meksykiem mistrzostwo. W wygranym 5:0 finałowym spotkaniu z USA strzelił ponadto swojego pierwszego i jedynego gola w kadrze narodowej.